# Roberto d'Oyly
Roberto d'Oyly también Robert d'Ouilly (c. 1044-1091) fue un noble anglonormando, señor de Oilleia-la-Ribaude, cerca de Lisieux. Señor de Wallingford y Hook Norton. Condestable del castillo de Oxford y Alto Sheriff de Oxfordshire. Hijo primogénito de Gilbert d'Oilly. Su esposa fue Ealdgyth, hija de Wigod, el señor sajón de Wallingford. Tras de la muerte de Wigod, Guillermo I de Inglaterra nombró a Roberto señor de Wallingford y le ordenó fortificar el castillo de Wallingford entre 1067 y 1071. Por esas fechas pudo haberse convertido en el tercer Alto Sheriff de Berkshire. Roberto d'Oyly le fue confiada la educación del hijo de Guillermo, Enrique I de Inglaterra.
Roger de Ivry era hermano de armas jurado de Roberto d'Oyly. El Libro Domesday registra que en 1086 ambos poseían señoríos en varios condados, ya sea divididos entre los dos o administrados en común lo que sugiere que hubo una relación familiar. Las crónicas le mencionan como hombre de temperamento, influyente y poderoso y que nadie se atrevió a oponérsele. En Abingdon fue recordado como «un saqueador de iglesias y de pobres hasta su conversión [al cristianismo] milagrosa», luego reconvertido en benefactor de la abadía. Esto último sucedió durante el declive económico que Oxford experimentó entre 1066 y 1086, algo que se observa en las propias propiedades de Robert en este período. El castillo de Oxford se construyó bajo las órdenes de Robert en 1071, y la iglesia colegial de San Jorge dentro del castillo fue fundada por Robert en 1074.
A su muerte, fue enterrado en la abadía de Abingdon, en el flanco norte del altar mayor.

## Herencia
De su relación con Ealdgyth de Wallingford, nacieron dos hijas:
- Maud [Matilde] d'Oyly, esposa de Milo [Miles] Crispin (c. 1046-1085), hijo de Gilbert Crispin de Tillières; y en segundas nupcias con Brian Fitz Count, fiel seguidor de la emperatriz Matilde de Inglaterra en su lucha con su primo Esteban de Inglaterra por el trono inglés;
- Mabilia Chevauchesul (d'Oilly, c. 1019), esposa de Arthur de Chevauchesul (c. 1085–1120) de Somerset.